# 2024年厦金海域常态化执法巡查行动
2024年厦金海域常态化执法巡查行动是中華人民共和國在2024年金門近海快艇翻覆事故後採取的执法行動。自2月18日至6月25日，福建海警在該海域共展開第10次常態化執法巡查。

## 背景
2024年2月14日，中國大陸一艘快艇在金門海域翻覆，導致4人落海、2人死亡。中國海警於2月18日宣布，福建海警將於金廈海域開展常態化執法巡查。

## 行動

### 第一次執法：2月19日
2月18日，中国海警新闻发言人甘羽表示，福建海警局将在厦金海域开展常态化执法巡查行动。
19日上午，中國大陸派遣4艘執法船舶在廈金海域巡航，圍繞金門北方、南方及東南方海域。
當日下午，金門「初日號」遊艇进入金廈海域，被福建海警局快艇登船臨檢。

### 第七次執法：5月6日-7日
5月6日，大陸海警船再次駛入金門附近禁止海域並與台方海巡署船隻對峙。
5月7日下午，大陸海警4艘船編隊駛入金門南方禁止水域。

### 第十次執法：6月25日
6月25日，大陸海警局宣布金廈海域依法常態化執法巡查。

## 各方反應

### 美國
美国国务院表示，此事件说明北京试图单方面改变现状，与此同时为维护和平，呼吁各方保持克制。

## 備註
1. ↑  習近平的官方頭銜為中共中央總書記、國家主席、中央軍委主席。中國共產黨奉行黨指揮槍原則，中央軍委主席自90年代後皆由中共中央總書記兼任，是為武装力量最高指揮官。根據中華人民共和國憲法的規定，國家主席職務僅為虛位元首，既沒有行政權力，亦非軍隊統帥。
2. ↑  廈金海域指位於九龍江出海口，由廈門灣、 泉州圍頭灣、金門灣、九龍江河口灣所組成的海域 [5][6]。